# Новый Взгляд
«Новый Взгляд» (укр. Новий Погляд) — російський суспільно-політичний тижневик. Наклад 485 тисяч примірників (станом на 1992 р.)

## Історія

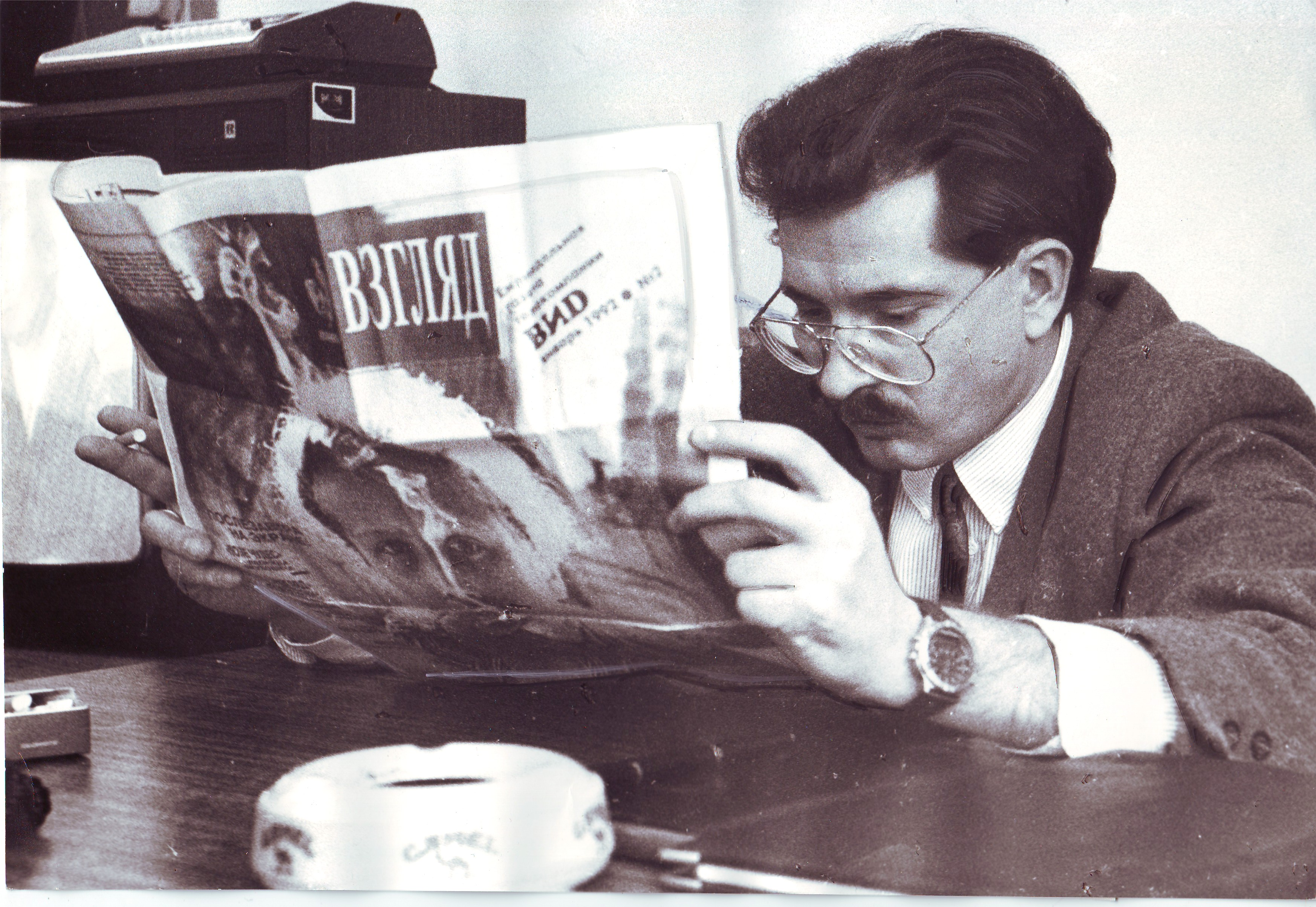

Газета була заснована в 1992 року як російськомовне видання під назвою «Взгляд» (укр. Погляд, як газета компанії ВИD).
З червня 1992 року — «Новый Взгляд». Газета спочатку орієнтувалася на аудиторію телепередачі «Взгляд», тому в ній було багато соціально-критичні і пригодницьких статей.
Газета реагувала на найактуальніші проблеми Росії. У 1993—1995-х роках у ній працювали такі журналісти як Олександр Проханов і Валерія Новодворська.
Наклад газети в рекордний термін (1992—1994) досяг 485 тисяч екземплярів.

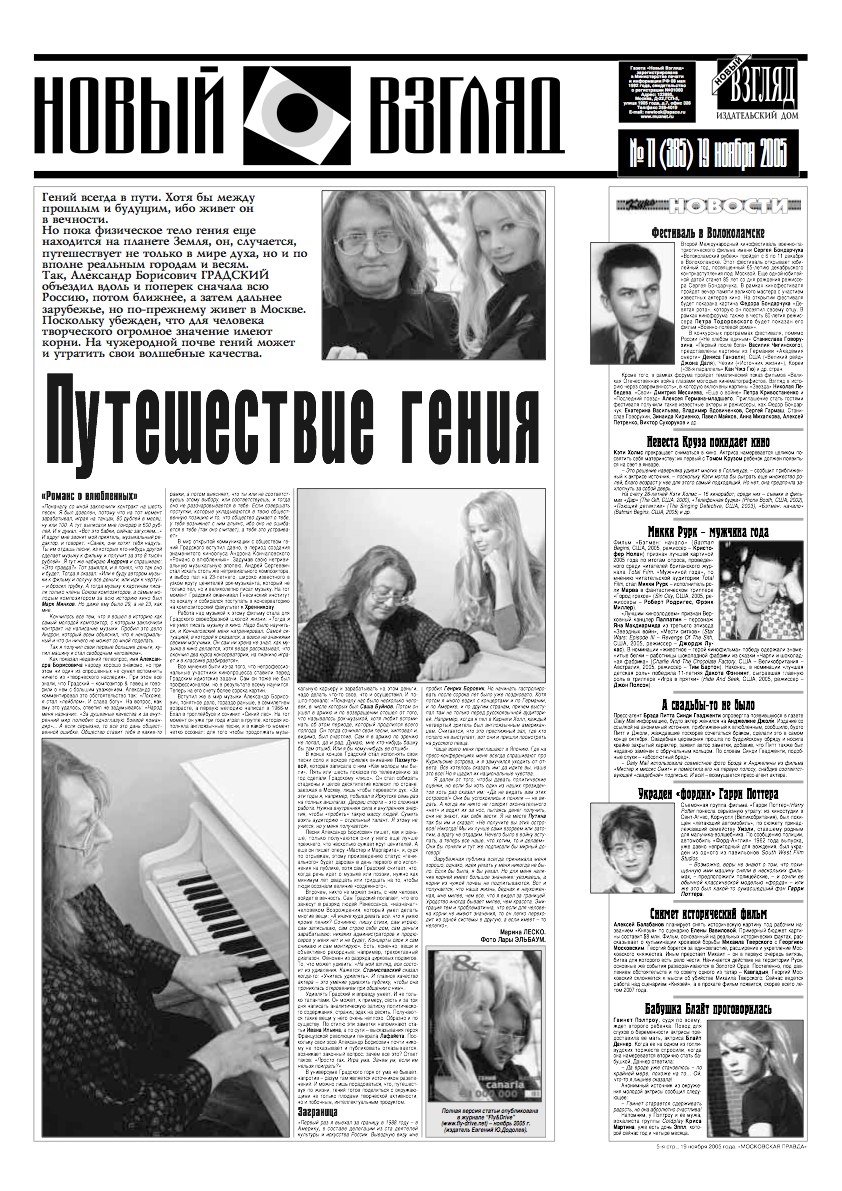
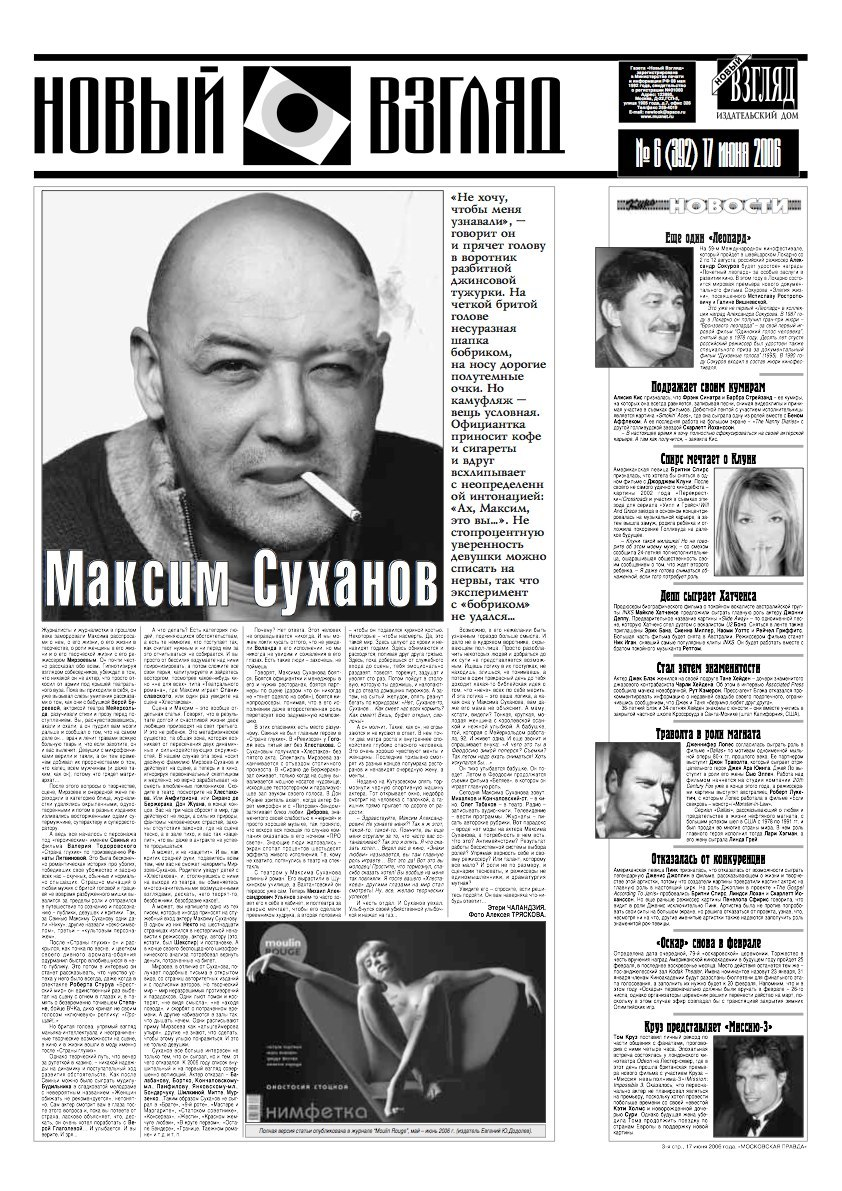

## Колектив
- Євген Додолєв, головний редактор (1992—1993, 1997—2009)
- Андрій Ванденко, головний редактор (1994—1997)
- Віталій Коротич, оглядач (1992—1996)
- Едуард Лимонов, оглядач (1993—1995)

## Виноски
1. ↑  Архівована копія. Архів оригіналу за 17 квітня 2021. Процитовано 23 вересня 2009.{{cite web}}:  Обслуговування CS1: Сторінки з текстом «archived copy» як значення параметру title (посилання)
2. ↑  http://www.advesti.ru/price/moscow/mospravda
3. ↑  http://www.kommersant.ru/doc-rss.aspx?DocsID=5100
4. ↑  http://www.gradsky.com/publication/s92_03.shtml
5. ↑  http://russia.ru:8888/show_business/otar_kushanashvili/%5Bнедоступне+посилання+з+липня+2019%5D
6. ↑  http://star.km.ru/index.asp?data=08.08.2006 %2015:00:00&archive=on[недоступне посилання з липня 2019]
7. ↑  http://1001.vdv.ru/print/books/tarasov/issue264/
8. ↑  Архівована копія. Архів оригіналу за 19 вересня 2009. Процитовано 20 вересня 2009.{{cite web}}:  Обслуговування CS1: Сторінки з текстом «archived copy» як значення параметру title (посилання)
9. ↑  Архівована копія. Архів оригіналу за 4 серпня 2009. Процитовано 20 вересня 2009.{{cite web}}:  Обслуговування CS1: Сторінки з текстом «archived copy» як значення параметру title (посилання)
10. ↑  http://www.belousenko.com/wr_Novodvorskaya.htm
11. ↑  Архівована копія. Архів оригіналу за 27 липня 2011. Процитовано 20 вересня 2009.{{cite web}}:  Обслуговування CS1: Сторінки з текстом «archived copy» як значення параметру title (посилання)
12. ↑  http://www.litkonkurs.ru/?dr=45&tid=91313
13. ↑  http://www.usinfo.ru/rossija21.htm
14. ↑  http://me-i-oni.narod.ru/nd.htm